# Trygve Slagsvold Vedum
Trygve Slagsvold Vedum (ur. 1 grudnia 1978 w Hamarze) – norweski polityk, parlamentarzysta, od 2014 lider partii Partii Centrum, w latach 2012–2013 minister rolnictwa, w latach 2021–2025 minister finansów.

## Życiorys
W 1994 ukończył szkołę średnią w miejscowości Romedal, kształcił się później w szkole policealnej w zakresie zarządzania zasobami naturalnymi. Studiował nauki polityczne na Uniwersytecie w Oslo.
Od 1993 działacz młodzieżówki Partii Centrum, w latach 2002–2004 przewodniczył tej organizacji. Pełnił też różne funkcje w lokalnych i regionalnych strukturach centrystów, od 2004 do 2005 był etatowym pracownikiem partii jako doradca ds. organizacyjnych. Od 1999 do 2005 był radnym okręgu Hedmark. W 2005 po raz pierwszy wybrany na posła do Stortingu, mandat utrzymywał w 2009, 2013, 2017 i 2021.
Od 2009 pełnił obowiązki drugiego wiceprzewodniczącego partii. Był drugim wiceprzewodniczącym Odelstingu (funkcjonującego do 2009 jako część parlamentu). Od czerwca 2012 do października 2013 sprawował urząd ministra rolnictwa i żywności w gabinecie Jensa Stoltenberga. W kwietniu 2014 objął funkcję przewodniczącego Partii Centrum w miejsce Liv Signe Navarsete. Po wyborach w 2021 zawarł porozumienie koalicyjne z liderem Partii Pracy. W październiku 2021 w nowym rządzie, na czele którego stanął Jonas Gahr Støre, objął stanowisko ministra finansów. W styczniu 2025 jego partia ogłosiła opuszczenie koalicji rządowej. W następnym miesiącu Trygve Slagsvold Vedum zakończył pełnienie funkcji ministra.